# فالیراکی

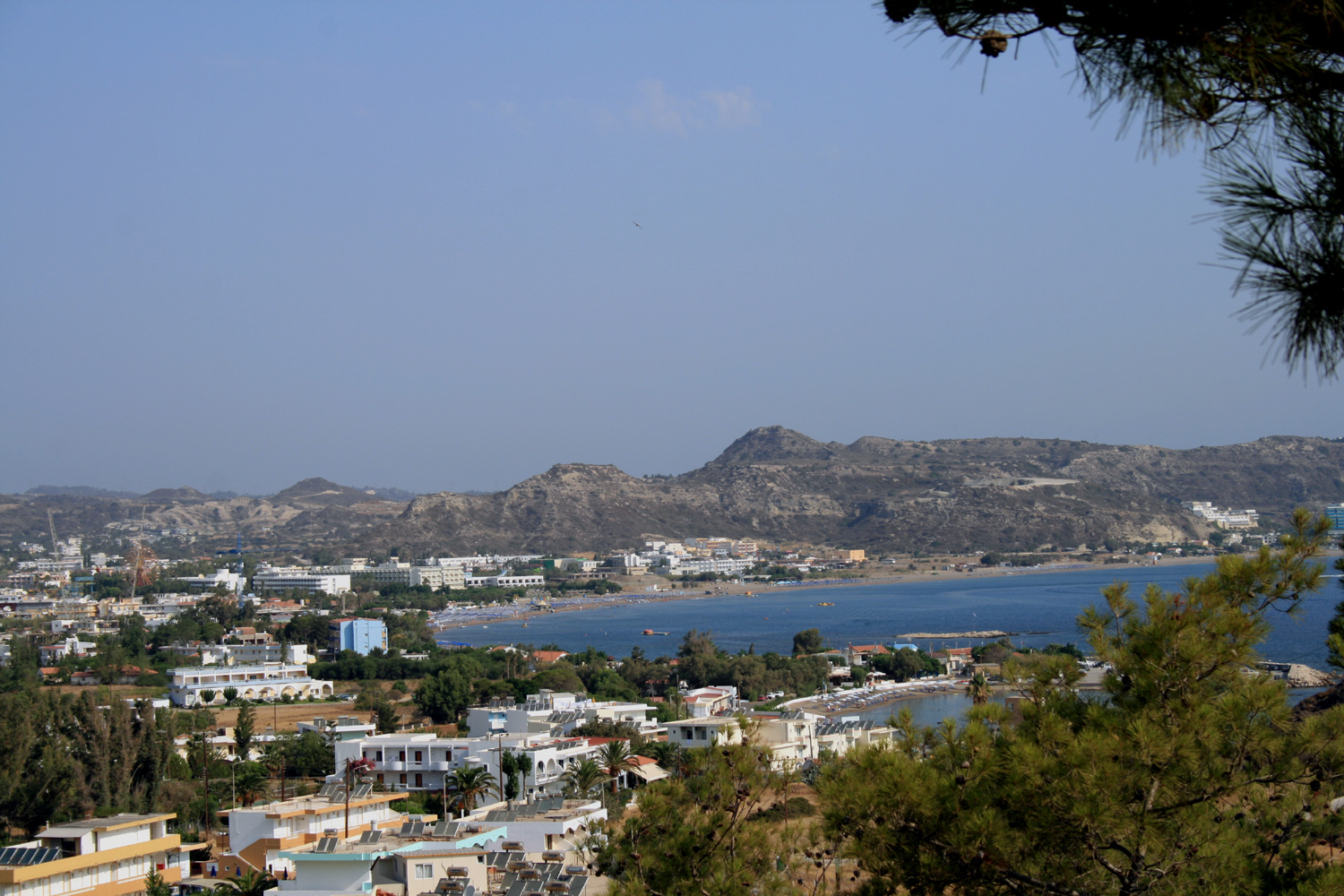
روستای فالیراکی در غرب جزیره رودس - ۲۰۰۷

فالیراکی (به یونانی: Φαληράκι) روستایی توریستی در غرب جزیره رودس ، یونان می‌باشد . فالیراکی در ۱۰ کیلومتری جنوب رودس قرار دارد . فالیراکی دارای هتل‌ها و رستوران‌های متعددی هست که برای گردشگران سراسر جهان خدمات رسانی می‌کند.

## جاذبه‌های توریستی
- کلیسای قدیسان حواریون
- حوضچه ماهیگیری تفریحی قدیسان حواریون
- پلاژ برهنگی ماندوماتا
- پارک آبی فالیراکی (این پارک آبی در آب‌های دریای مدیترانه واقع شده است)
- پلاژ فالیراکی
- کلیسای سنت نکتاریوس
- مینی‌گلف فالیراکی
- هتل میتیس فالیراکی
- هتل آپولو
- اسکی روی آب
- پارک آبی و هتل سان‌پالاس
- هتل آرتمیس
- هتل دیاگوراس